# 大金钟路
大金钟路位于中国广州市白云区，全长约1.06公里，北连白云大道，南接广园中路。经过2000年九运期间改造，路面良好，2005年在与广园中路交接处兴建立交桥，交通堵塞问题得以解决。